# 宮城県総合教育センター
宮城県総合教育センター（みやぎけんそうごうきょういくセンター、英称：Miyagi Prefectural General Education Center）は、宮城県が設置する教育に関する研究及び教育関係職員の研修を行う機関である。

## 概要・事業
宮城県総合教育センターは教育関係職員の研修、教育相談、教育に関する調査研究、情報教育に関する実習等を行うことにより、宮城県における教育の振興を図るため2013年前身の宮城県教育研修センターと宮城県特別支援教育センターを統合して設置される。

## 所在地
- 宮城県総合教育センター - 宮城県名取市美田園2丁目1番4号

## 沿革
- 1949年（昭和24年）2月 宮城県教育研究所開所
- 1965年（昭和40年）8月 宮城県理科教育センター開所
- 1968年（昭和43年）3月 宮城県教育研究所並びに宮城県理科教育センター廃止
- 1968年（昭和43年）4月 宮城県教育研修センター設置
- 1969年（昭和44年）3月 宮城県教育研修センター（青葉山庁舎へ設置）
- 1991年（平成3年）4月 宮城県特殊教育センター開設
- 1991年（平成3年）6月 宮城県特殊教育センター（泉区南中山へ移転）
- 2007年（平成19年）4月 宮城県特別支援教育センターへ名称変更
- 2013年（平成25年）4月 宮城県教育研修センターと宮城県特別支援教育センターを統合して宮城県総合教育センターを設置
- 2018年（平成30年）４月 組織改編

## 組織
- 企画管理部
  - 総務管理班
  - 企画推進班
- 教育推進部
  - 研究推進第一班
  - 研究推進第二班
  - 教職研修班
  - 情報教育班
  - 特別支援教育班
  - 相談支援班